# Ostracion whitleyi
Az Ostracion whitleyi a csontos halak (Osteichthyes) főosztályának sugarasúszójú halak (Actinopterygii) osztályába, ezen belül a gömbhalalakúak (Tetraodontiformes) rendjébe és a bőröndhalfélék (Ostraciidae) családjába tartozó faj.

## Előfordulása
Az Ostracion whitleyi elterjedési területe a Csendes-óceán keleti része; Hawaiitól a Marquises-szigetekig, és Polinézia középső és keleti részei.

## Megjelenése
Ez a halfaj legfeljebb 15,5 centiméter hosszú.

## Életmódja
Az Ostracion whitleyi tengeri halfaj, amely a korallzátonyokat kedveli. 3-27 méteres mélységben tartózkodik. Fenéklakó hal.

## Felhasználása
Ezt a halfajt nem halásszák. Néha az akváriumoknak gyűjtik.